# 2763 Jeans
2763 Jeans је астероид главног астероидног појаса са средњом удаљеношћу од Сунца која износи 2,403 астрономских јединица (АЈ).
Апсолутна магнитуда астероида је 12,6.